# Мазаев, Александр Васильевич (советский деятель)
Алекса́ндр Васи́льевич Маза́ев (19 февраля 1904 — 14 декабря 1962) — советский хозяйственный, государственный и политический деятель.

## Биография
Родился 19 февраля 1904 года в селе Ярыгино Дмитровского уезда Московской губернии. Член РКП(б) с 1925 года.
С 1915 года работал в крестьянском хозяйстве родителей. В 1921 году был призван в РККА. В 1925—1927 гг. заочно обучался в Коммунистическом университете им. Я. М. Свердлова. С 1925 года — мастер Московского молокозавода, секретарь Константиновского уездкома комсомола, Загорского райкома комсомола, Рязанского губкома комсомола, секретарь исполкома, зав. отделом Пронского райкома ВКП(б).
С 1935 года находился на партийной работе в Таджикистане: с 1935 по 1937 год был вторым секретарём Гиссарского райкома КП ТССР, с 1937 по 1938 год — первым секретарём Шаартузского райкома КП ТССР, с 1938 по 1960 год — первым заместителем Председателя Совнаркома, Совета Министров Таджикской ССР. В 1940 году А. В. Мазаев был назначен начальником строительства Памирского тракта. С 1960 года занимал должность первого заместителя Председателя Госплана Таджикской ССР.
Избирался депутатом Верховного Совета СССР 4-го созыва, Верховного Совета Таджикской ССР 1-го, 2-го, 3-го, 4-го, 5-го созывов.
Умер в Душанбе 14 декабря 1962 года.

## Сочинения
- Мазаев, А. В. Развитие социалистической промышленности Таджикской ССР за 20 лет, Сталинабад, Таджикгосиздат, 1950, 52 с.
- Мазаев, А. В. Развитие социалистической промышленности Таджикской ССР за 25 лет. Сталинабад, Таджикгосиздат, 1954, 44 с. 20 см. (XXV лет Таджикской ССР). 5000 экз.
- Мазаев, А. В. Развитие народного хозяйства Таджикской ССР в шестой пятилетке. Сталинабад, 1957, 22 с. 20 см. (Общество по распространению политических и научных знаний Таджикской ССР). 3000 экз.